# Biebrza
Die Biebrza [ˈbʲɛbʒa] (auch belaruss. oder ukrainisch Bobr), deutsch Bober genannt, ist ein 165 Kilometer langer Fluss in Polen.

## Geografie
Sie entspringt rund einen Kilometer südlich des Dorfs Nowy Dwór in der Gmina Nowy Dwór nahe der Grenze zu Belarus. Nordwestlich von Białystok durchfließt der stark mäandrierende Fluss die Biebrzasümpfe, die mit einer Fläche von 1.290 km² zu den größten Sumpfgebieten Europas zählen. Die Biebrza mündet bei dem Dorf Wierciszewo (Gmina Wizna) in den Narew.

## Bedeutung für den Naturschutz
Die Landschaft des Biebrza-Tals ist im hohen Grade eine natürliche Landschaft, mit einer großen Vielfalt an Pflanzen und Tieren. Es kommen über 70 Pflanzengesellschaften vor und über 950 Gattungen der Gefäßpflanzen. Über 273 Vogelarten brüten hier.  Für viele davon ist es das Hauptbrutgebiet in Mitteleuropa. Bemerkenswert sind insbesondere: Doppelschnepfe, Kampfläufer, Weißflügelseeschwalbe, Seggenrohrsänger, Schelladler, Schreiadler, Zwergadler.
Die Biebrzasümpfe sind Teil des 1993 eingerichteten Biebrza-Nationalparks.